# Land Rover Wolf
Land Rover Wolf — це легкий військовий автомобіль на базі Land Rover Defender, представленого в 1994 році. Міністерство оборони позначає Wolf 90 як Truck Utility Light (TUL) HS, а Wolf 110 як Truck Utility Medium (TUM) HS. Де HS означає High Specification. Land Rover називає це eXtra Duty (XD).
У Snatch Land Rover 1992 року випуску, оснащеного композитною бронею для балістичного захисту, не використовується те саме «важке» шасі.

## Історія
Wolf продавався в інших країнах, окрім Великої Британії, але багато іноземних військових агенцій із закупівель Land Rover вважали, що їм не потрібна додаткова міцність і надійність Wolf, оскільки старіші моделі пройшли власні випробування, а Wolf був надто дорогим.
Машини стали символом британських військ в Іраку та Афганістані. Згідно з філософією «серце і розум», ці автомобілі були обрані для патрулювання замість броньованих бойових машин, таких як бойова машина піхоти Warrior. Після низки інцидентів виникло занепокоєння, що неброньований характер Wolf наражає екіпажі на надмірну небезпеку, і їх доповнили більш важкими броньованими машинами, такими як Pinzgauer, Cougar і Jackal.
Пізніше Міністерство оборони доповнило Wolf на цьому театрі низкою броньованих машин, включаючи Snatch і Pinzgauer ATV у деяких допоміжних і зв'язкових ролях, а також Supercat MWMIK. Були повідомлення про те, що частина цього обладнання мала бути продана за ціною нижче собівартості після завершення операцій в Іраку, оскільки казначейство відмовилося покрити вартість заміни.
В Афганістані «в середньому одна з цих машин на тиждень» втрачалася в результаті ворожих дій, і, оскільки заміни часто прибували із запізненням, «п'ята частина парку» WMIK була «пошкоджена або знищена вогнем противника».
Міністерство оборони розпродало більшу частину парку Wolf 90 Land Rover, оскільки радіосистема Bowman занадто важка для нього. Версія 110 залишається в експлуатації.

## Дизайн
Wolf був випробуваний, відхилений, модернізований і протестований знову, перш ніж МО було задоволене. Він набагато міцніший і надійніший, ніж Land Rover Defender, на основі якого він створений.
За словами Джеймса Арбутнота, тодішнього міністра оборонних закупівель, він засвідчив суворі випробування, через які Land Rover пройшов перед прийняттям на озброєння британських військ:

### Набір для встановлення зброї

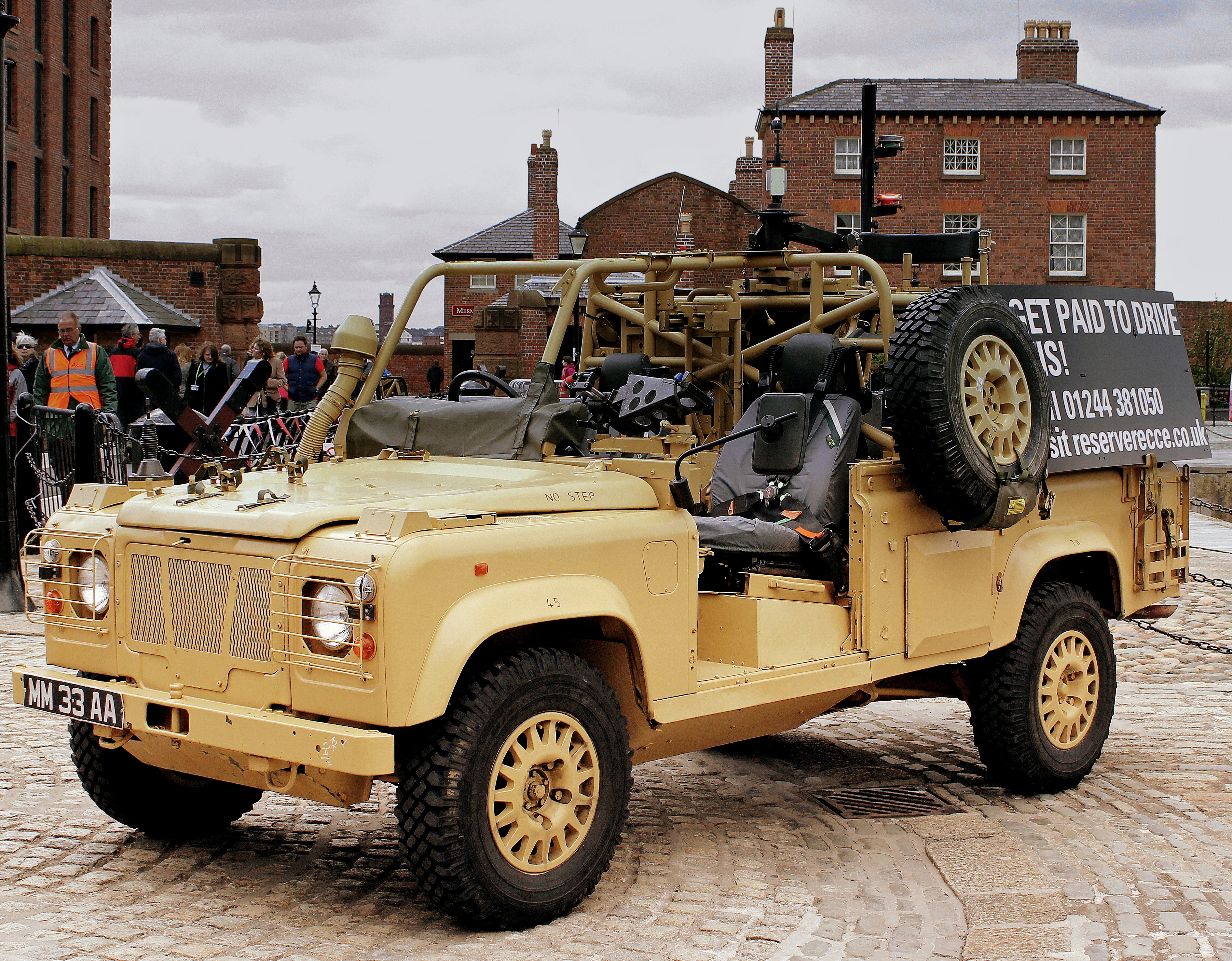
На виставці статичний WMIK британської армії.

Варіантом TUM є комплект для встановлення зброї (WMIK, вимовляється як «Вімік») для використання як машини для розвідки та ближнього вогню. Автомобілі WMIK виробляються спільно компаніями Land Rover і Ricardo Vehicle Engineering і мають посилене шасі, демонтовані каркаси безпеки та кріплення для зброї. Початкова розробка почалася в 1997 році як концепція автомобіля швидкого розгортання. Деякі моделі спочатку використовувалися в Сьєрра-Леоне під час операції Palliser. Перші серійні автомобілі були виготовлені в 2002 році як прототипи для демонстрації потенційним клієнтам.
Як правило, автомобіль оснащено одним 12,7-мм важким кулеметом, 7,62-мм кулеметом загального призначення (GPMG) або іноді ПТРК MILAN на задньому кільцевому кріпленні з додатковим GPMG на штифті на передньому пасажирському боці. За словами Рікардо, його можна модифікувати для встановлення 20-мм гармати GIAT.
Наприкінці 2006 року Міністерство оборони оголосило про закупівлю 40 нових автоматичних легких гранатометів із стрічковим живленням (ALGL), виготовлених Heckler and Koch (HK GMG), які можуть вистрілювати до 360 гранат на хвилину з ефективною дальністю 1,5. км і максимальною дальністю до 2,2 км; вони будуть встановлені на WMIK в Афганістані.

## Цивільне використання
Для запропонованої експедиції Land Rover TransGlobal у 1998 році було створено парк моделей Defender 110 Hard Top зі специфікацією Wolf. Ці транспортні засоби були, по суті, підготовленими для Арктики військовими моделями (з 24-вольтовою електрикою, освітленням конвою, військовими повітрозабірниками, внутрішньою ізоляцією та стандартним шасі Wolf і модернізацією підвіски) у поєднанні з експедиційним обладнанням, таким як лебідки, багажник на дах, дах- встановлений намет, каркас тощо. Також була встановлена гідравлічна система відбору потужності, призначена для транспортування транспортних засобів через Берингову протоку на плотах- катамаранах.

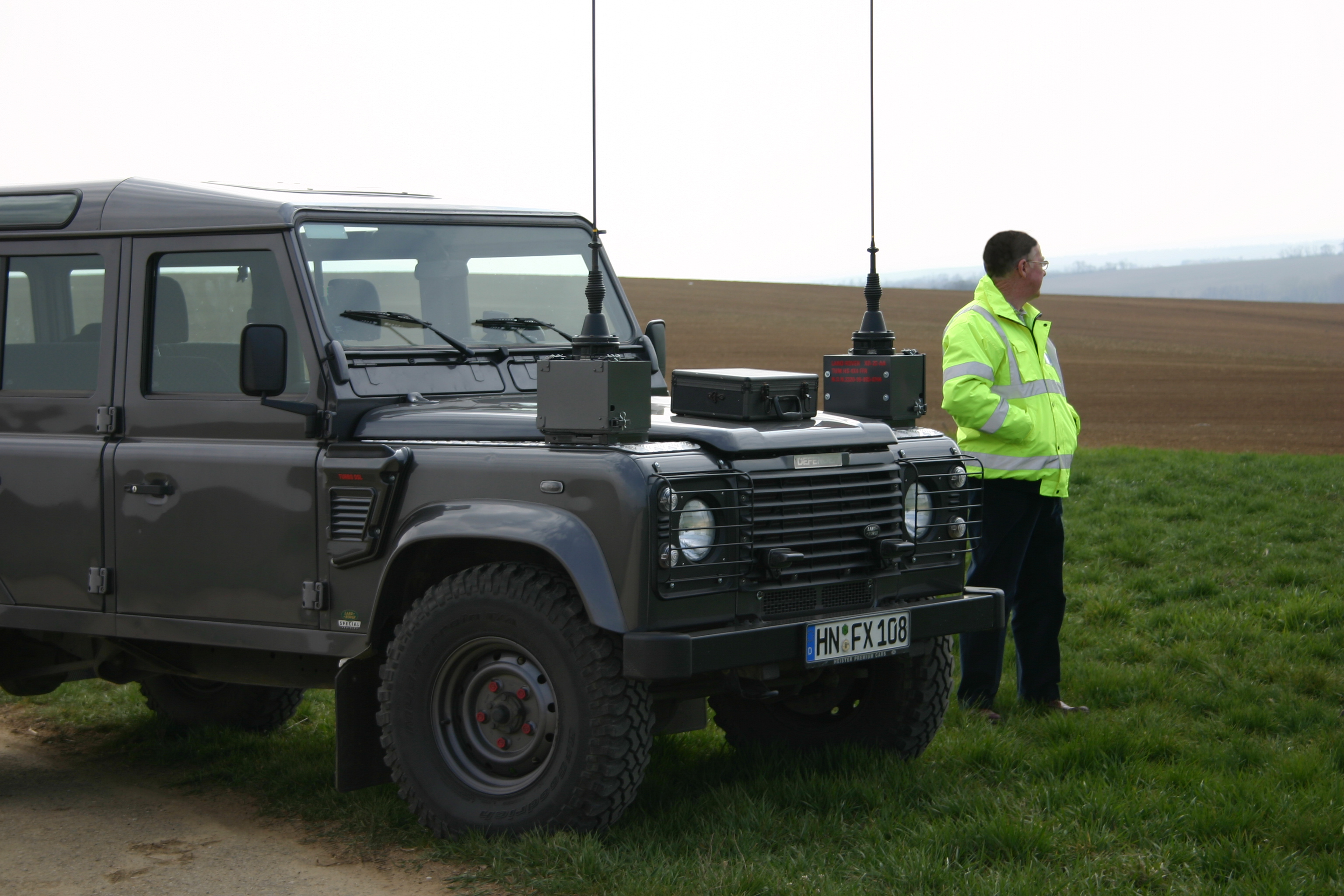
Wolf як використовується німецькими державними установами.

Невелика кількість колишніх військових Вовків також вийшла на цивільний ринок. Зазвичай це зразки, які були пошкоджені внаслідок аварії під час військової служби та продані з аукціону, щоб їх відновили їхні нові власники.